# Guégon
Guégon är en kommun i departementet Morbihan i regionen Bretagne i nordvästra Frankrike. Kommunen ligger i kantonen Josselin som tillhör arrondissementet Pontivy. År 2022 hade Guégon 2 308 invånare.

## Befolkningsutveckling
Antalet invånare i kommunen Guégon
| Referens: INSEE |